# Saint-Georges-de-Commiers
Saint-Georges-de-Commiers è un comune francese di 2 101 abitanti situato nel dipartimento dell'Isère della regione dell'Alvernia-Rodano-Alpi.

## Società

### Evoluzione demografica
Abitanti censiti